# Schaktugn

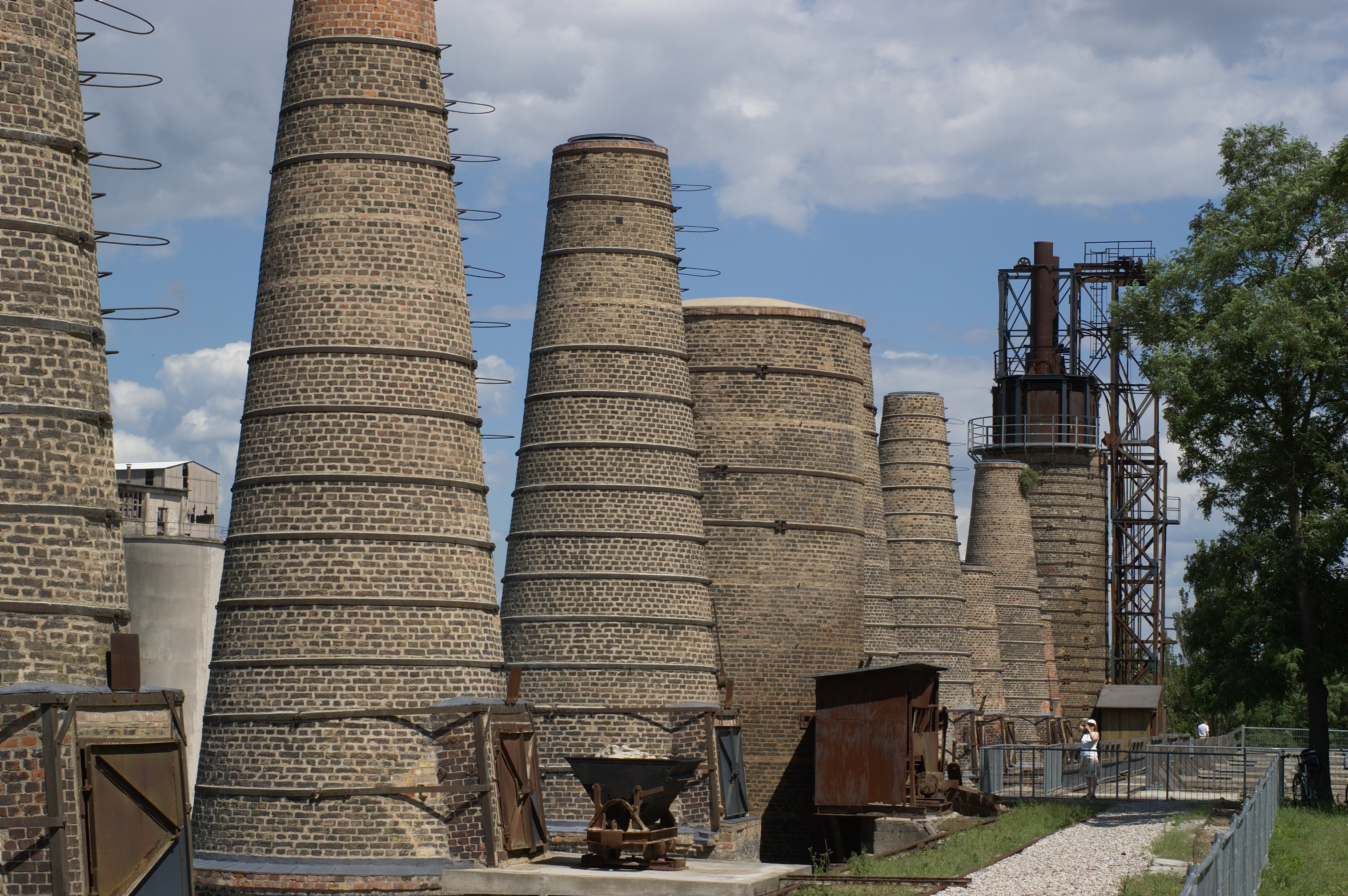
Schaktugnar i Museumspark Rüdersdorf, i Rüdersdorf bei Berlin

Schaktugn är en ugn med ett genomgående schakt som matas med de material som skall värmas uppifrån och vanligen eldas underifrån. Värmen förs från eldningskällan uppåt genom värmeschaktet och ger ett gott värmeutnyttjande.
Många moderna schaktugnar är dessutom avpassade för kontinuerlig matning vilket gör att nytt material kan matas in i toppen på ugnen medan den färdiga produkten tas ut nedtill.
Exempel på schaktugnar är masugnen för framställning av råjärn och kupolugnen för smältning av tackjärn. Schaktugnar används även vid tillverkning av koppar och bly. De största masugnarna har en höjd på 80 m.